# Einsatzgruppe Serbien

El Einsatzgruppe Serbien era una unidad de las Schutzstaffel.

El Einsatzgruppe Serbien (EG Serbien), inicialmente llamado Einsatzgruppe Yugoslavia (EG Yugoslavia), era una unidad de las Schutzstaffel (SS) en el territorio de Serbia ocupado por los alemanes durante la Segunda Guerra Mundial. Directamente responsable ante la Oficina Central de Seguridad del Reich (en alemán: Reichssicherheitshauptamt, RSHA) en Berlín, el EG Serbien estaba formada por representantes de las distintas oficinas (en alemán: Ämter) de la RSHA, en particular el Amt IV - la Gestapo (Policía Secreta del Estado), el Amt V - la Kriminalpolizei (Policía Criminal, o KriPo), y el Amt VI - el Ausland-Sicherheitsdienst (Servicio de Inteligencia Exterior, o Ausland-SD). También controlaba el 64.º Batallón de Policía de Reserva de la Ordnungspolizei (Policía del Orden, OrPo). Aunque formalmente responsable ante la Comandancia Militar en Serbia a través del jefe de la rama administrativa del cuartel general militar del territorio ocupado, el jefe del EG Serbien informaba directamente a sus superiores en Berlín.

## Antecedentes

### Actividades de preguerra en Yugoslavia
En 1936, el jefe de la Policía General de Belgrado, Dragomir Jovanović, asistió a la Conferencia Internacional de Policía en Berlín, junto con dos subordinados. La Policía General de Belgrado de Jovanović era la policía política de la administración de la ciudad de Belgrado y había estado estrechamente involucrada en la represión del Partido Comunista de Yugoslavia desde que se prohibió en 1920. En la conferencia, Jovanović apoyó la moción de los delegados polacos de prorrogar las actividades de la Comisión Internacional de Policía Criminal para la cooperación contra el comunismo internacional. También apoyó la candidatura del director de la Gestapo, Reinhard Heydrich, para ser presidente de la Comisión, y mantuvo conversaciones con funcionarios de la Gestapo sobre la lucha contra el comunismo internacional. En enero de 1937, Jovanović volvió a viajar a Berlín, esta vez con Milan Aćimović, el administrador de la ciudad de Belgrado, quien también era un confidente del Primer Ministro de Yugoslavia, Milan Stojadinović. Los dos yugoslavos se reunieron con el Reichsführer-SS y el jefe de la policía alemana en el Ministerio del Interior del Reich, Heinrich Himmler y Heydrich, y acordaron la cooperación y el intercambio de oficiales de enlace policial entre Yugoslavia y Alemania.
A principios de enero de 1938, el SS-Sturmbannführer Hans Helm fue nombrado agregado de policía de la misión diplomática alemana en Belgrado. Helm era un protegido del alto funcionario de la Gestapo, Heinrich Müller, y su nombramiento para el cargo fue alentado por Jovanović y Aćimović, a quienes había conocido cuando visitaron Berlín. El embajador alemán, Viktor von Heeren, fue un exmiembro del cuerpo diplomático de la República de Weimar, y desconfiaba de Helm y su papel, y le preocupaba el impacto que tendría el funcionario de la Gestapo en la relación de Alemania con el gobierno de Stojadinović. En diciembre de 1938, Aćimović fue nombrado Ministro del Interior en el gabinete de Stojadinović, pero a principios de febrero del año siguiente, Stojadinović cayó del poder y Aćimović también perdió su cartera. Al mismo tiempo, Jovanović fue transferido a un puesto de asesor en el Ministerio del Interior. Sin embargo, ambos hombres mantuvieron su contacto con Helm, y Jovanović supuestamente permitió que se instalara en su casa una radio secreta de la Abwehr (inteligencia militar). Helm mantuvo contacto con varios funcionarios germanófilos dentro de la administración de la ciudad de Belgrado, incluido un ruso blanco emigrado, Nikolaj Gubarev, un agente de la Sección IV de la Policía General de Belgrado. Helm usó a Gubarev como informante, parte de una red de inteligencia que estableció en todo el país para recopilar información política y militar, incluida información sobre los servicios de inteligencia británicos y franceses que operaban en Yugoslavia. La conexión de Helm con Gubarev era conocida por el personal de inteligencia del Mando Supremo del Real Ejército Yugoslavo y, como resultado, a fines de 1939, Gubarev fue trasladado fuera de Belgrado. Además de su trabajo de inteligencia, Helm también recopiló información comercial, lo que ayudó a una empresa alemana a obtener una concesión para explorar petróleo en Yugoslavia antes que los intereses británicos. El 27 de septiembre de 1939, la Gestapo y su organización matriz, la Sicherheitspolizei (Policía de Seguridad, o SiPo), fueron colocadas bajo el paraguas de la nueva Oficina Central de Seguridad del Reich (en alemán: Reichssicherheitshauptamt, RSHA), ahora comandada por Heydrich, y la Gestapo. se convirtió en el Amt (Oficina) IV de la RSHA, con Müller como su jefe.
Helm tenía instrucciones estrictas de no tratar con personas u organizaciones que se opusieran al gobierno yugoslavo. Esta responsabilidad recayó en el SS-Sturmbannführer Karl Kraus, que pertenecía al Amt VI de la RSHA, el Ausland-Sicherheitsdienst (Servicio de Inteligencia Exterior, o Ausland-SD). Kraus llegó a Belgrado poco después de que se formara la RSHA, bajo el pretexto de que era un asesor económico de la Oficina de Transporte de Alemania en Belgrado. La Oficina de Transporte de Alemania fue una organización establecida para promover los intereses de las empresas de transporte alemanas, incluidas la Deutsche Reichsbahn (Ferrocarril Estatal alemán), la aerolínea Deutsche Lufthansa y las líneas navieras Hamburg America Line y Norddeutscher Lloyd. El director de la Oficina de Transporte de Alemania era el representante oficial del Partido Nazi en Yugoslavia, Franz Neuhausen. Kraus fue responsable de organizar las actividades de quinta columna entre los alemanes étnicos de Yugoslavia, y dirigió conferencias para ellos en la antigua embajada de Checoslovaquia en Belgrado. Neuhausen utilizó su considerable influencia para ayudar a Kraus en sus deberes. En una ocasión, en abril de 1940, Kraus y su asistente, el SS-Sturmbannführer Adolf Nassenstein, viajaban a Dubrovnik por la costa del Adriático sin permiso de las autoridades yugoslavas y fueron arrestados por la policía yugoslava en Mostar. Fueron acusados y se emitieron órdenes de expulsión de Yugoslavia. Neuhausen dispuso que fueran puestos en libertad y que se retiraran los cargos y se cancelaran las órdenes de expulsión. Kraus estableció una red de informantes que incluía a miembros del gobierno yugoslavo, el Movimiento Nacional Yugoslavo (en serbocroata: Združena borbena organizacija rada, Zbor) de Dimitrije Ljotić, la comunidad de rusos blancos y alemanes étnicos. Uno de los informantes más importantes de Kraus fue Tanasije Dinić. En la primavera de 1940, Nassenstein fue trasladado a Zagreb para consolidar los contactos entre los separatistas croatas y contrarrestar el trabajo de los servicios de inteligencia británicos y franceses allí.

### El Pacto Tripartito y el golpe de Estado
Después del Anschluss de 1938, Yugoslavia llegó a compartir frontera con el Tercer Reich y cayó bajo una presión cada vez mayor a medida que sus vecinos se alineaban con las potencias del Eje. En abril de 1939, Italia abrió una segunda frontera con Yugoslavia cuando invadió y ocupó la vecina Albania. Al estallar la Segunda Guerra Mundial, el gobierno yugoslavo declaró su neutralidad. Entre septiembre y noviembre de 1940, Hungría y Rumanía se adhirieron al Pacto Tripartito, alineándose con el Eje, e Italia invadió Grecia. A partir de ese momento, Yugoslavia estuvo casi completamente rodeada por las potencias del Eje y sus estados satélite, y su posición neutral se volvió tensa. A finales de febrero de 1941, Bulgaria se unió al Pacto. Al día siguiente, las tropas alemanas entraron en Bulgaria desde Rumania, cerrando el anillo alrededor de Yugoslavia. Con la intención de asegurar su flanco sur para el inminente ataque a la Unión Soviética, Adolf Hitler comenzó a presionar fuertemente a Yugoslavia para que se uniera al Eje. El 25 de marzo de 1941, después de cierto retraso, el gobierno yugoslavo firmó condicionalmente el Pacto. Dos días después, un grupo de oficiales nacionalistas de la Fuerza Aérea del Real Ejército Yugoslavo depusieron al regente del país, el príncipe Pablo, en un golpe de Estado incruento, colocaron a su sobrino adolescente Pedro en el trono y llevaron al poder a un "gobierno de unidad nacional" dirigido por el general Dušan Simović. El golpe de Estado enfureció a Hitler, quien inmediatamente ordenó la invasión del país. Cuando ocurrió el golpe, Helm estaba visitando Berlín y Kraus estaba en Belgrado.

## Despliegue

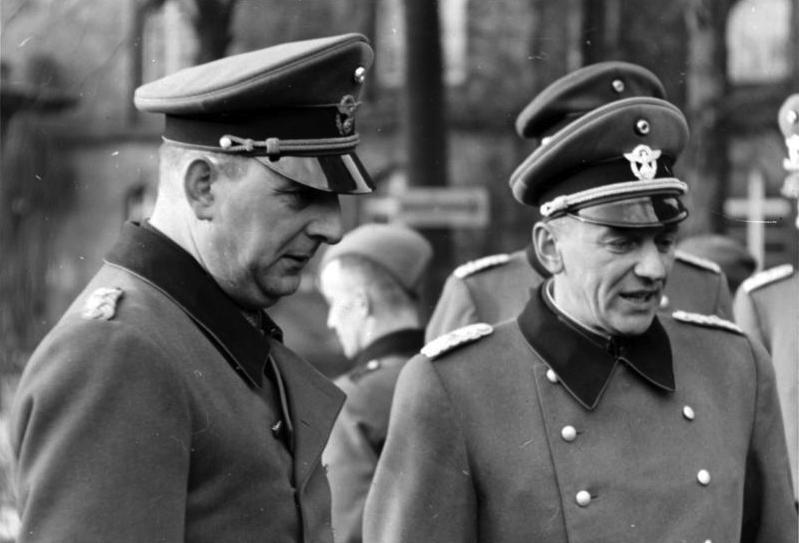
Wilhelm Fuchs (derecha) con el jefe de la Ordnungspolizei, el SS-Obergruppenführer Kurt Daluege. Fuchs fue nombrado jefe del EG-Yugoslavia.

Inmediatamente después del golpe, Heydrich convocó al SS-Sturmbannführer Walter Schellenberg, el jefe interino del Ausland-SD, y le ordenó que compilara una lista de todos los yugoslavos que se oponían a la Alemania nazi, para que pudieran ser arrestados durante y después de la invasión. Esta lista se hizo apresuradamente y contenía una serie de errores, pero rápidamente llegó a incluir más de 4.000 nombres. Luego, Heydrich nombró al SS-Standartenführer Wilhelm Fuchs para dirigir el Einsatzgruppe Yugoslavia (EG-Yugoslavia), que constaba de destacamentos de policía y seguridad, que serían responsables de arrestar a los de la lista. Fuchs había sido el jefe de un destacamento de la SD en la Polonia ocupada. El 1 de abril, Fuchs fue a Viena, donde reunió a unos 60 funcionarios de la SD y la Gestapo, incluidos expertos en asuntos yugoslavos como Helm y el SS-Sturmbannführer Wilhelm Beissner, quien era jefe de la sección yugoslava de la oficina del Ausland-SD en Berlín. Cuando comenzó la invasión de Yugoslavia liderada por los alemanes el 6 de abril, Fuchs y el cuerpo principal del EG-Yugoslavia estaban en Graz con el 2.º Ejército alemán, y un Einsatzkommando (EK) más pequeño dirigido por el SS-Sturmbannführer Jonak estaba con las tropas alemanas preparándose para invadir Yugoslavia desde Rumania. El 8 de abril, Fuchs y sus hombres estaban en Maribor y comenzaron a arrestar a personas de la lista. Sin embargo, el rápido éxito de la invasión significó que el 13 de abril estaba en Zagreb, por lo que rápidamente formó un segundo EK bajo el mando de Beissner para operar en el recién creado estado títere del Eje, el Estado Independiente de Croacia (en croata: Nezavisna Država Hrvatska, NDH).

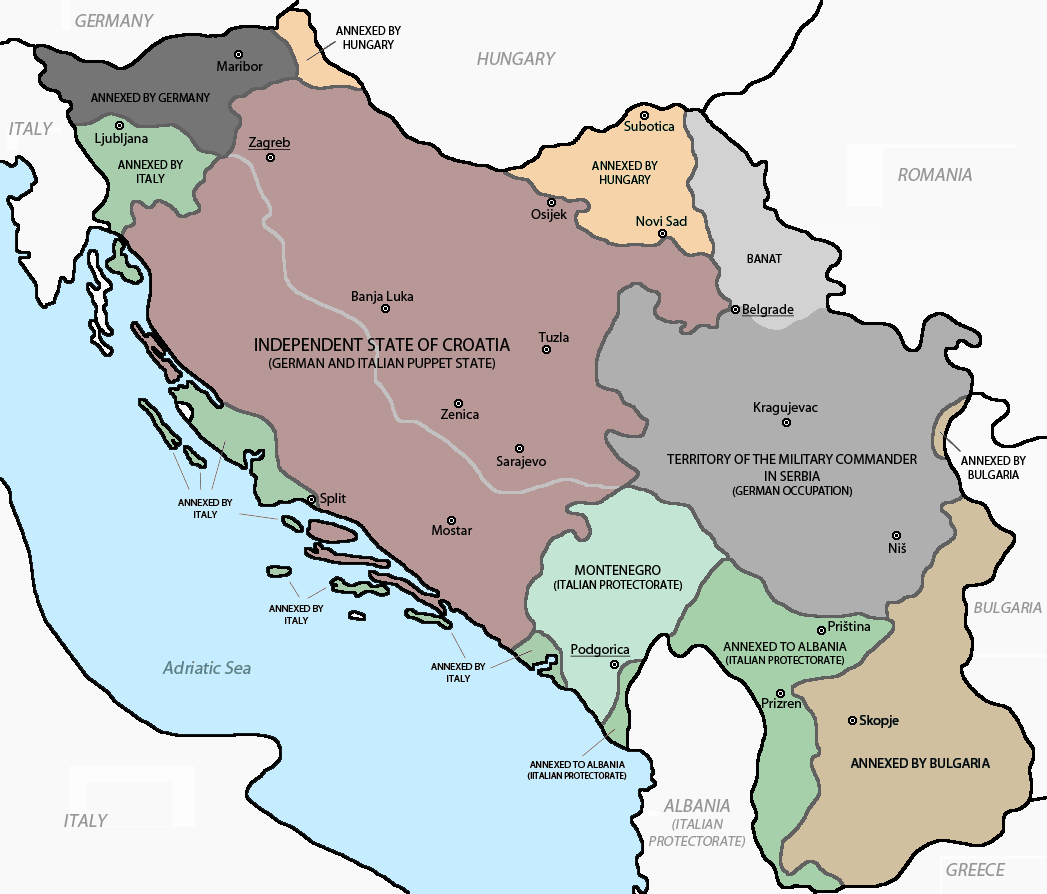
Mapa que muestra la división de Yugoslavia después de la invasión del Eje.

Las fuerzas alemanas entraron en Belgrado el 12 de abril, dos días después, Jonak y su EK habían llegado, donde fueron recibidos por Kraus, que había resistido el bombardeo de Belgrado en el sótano de la antigua embajada de Checoslovaquia. Al día siguiente, el resto del EG-Yugoslavia de Fuchs llegó a la capital. El joven rey Pedro y su gobierno huyeron del país el 15 de abril y las fuerzas yugoslavas se rindieron incondicionalmente dos días después. Ese día, Heydrich llegó a Belgrado y se reunió con Fuchs y el resto del personal del EG-Yugoslavia, incluidos Helm y Kraus. Heydrich explicó que Alemania y sus aliados estaban dividiendo Yugoslavia. Parte del territorio yugoslavo fue anexionado por sus vecinos del Eje, Hungría, Bulgaria e Italia. Los alemanes habían diseñado y apoyado la creación del NDH, que comprendía aproximadamente la mayor parte de la Banovina de Croacia, junto con el resto de la actual Bosnia y Herzegovina y algunos territorios adyacentes. Los italianos, húngaros y búlgaros ocuparon otras partes del territorio yugoslavo. Alemania no se anexionó ningún territorio yugoslavo, pero ocupó partes del norte de la actual Eslovenia y estableció tropas en la mitad norte del NDH. La parte de Eslovenia ocupada por los alemanes se dividió en dos áreas administrativas que se colocaron bajo la administración de los Gauleiters de los vecinos Reichsgau Kärnten y Reichsgau Steiermark.
El territorio restante, que consistía en Serbia propiamente dicha, la parte norte de Kosovo (alrededor de Kosovska Mitrovica) y el Banato fue ocupado por los alemanes y puesto bajo la administración de un gobierno militar alemán. Esto se debió a las principales rutas de transporte ferroviario y fluvial que lo atravesaban, y sus valiosos recursos, en particular los metales no ferrosos. Heydrich nombró a Helm como jefe de la Gestapo en el territorio serbio ocupado, y Kraus como jefe del EK-Belgrado, y Fuchs permaneció como jefe del EG-Yugoslavia, con la responsabilidad principal del territorio de Serbia ocupado por los alemanes. Fuchs también fue temporalmente responsable de los tres EK establecidos dentro del NDH, con sede en Zagreb, Sarajevo y Osijek. A Jonak se le dio la responsabilidad de explotar los archivos yugoslavos en nombre de la RSHA.

## Operaciones
Heydrich regresó a Berlín el mismo día, y el EG-Yugoslavia se puso a trabajar inmediatamente, estableciendo el EK-Belgrade en la prisión de distrito en la calle Rey Alexander I, y enviando SS-Sonderkommandos (fuerzas especiales ad hoc, o SS-SK) al interior del territorio ocupado en diversas tareas. Uno de estos SS-SK, comandado por el SS-Sturmbannführer Karl Hintze, localizó al Patriarca de la Iglesia Ortodoxa de Serbia, Gabriel V, cuyo nombre estaba en la lista dada a Fuchs. Estaba refugiado en el Montenegro ocupado por Italia en el monasterio de Ostrog, y fue arrestado y trasladado a la prisión de Belgrado. El mismo SS-SK se apoderó de cientos de millones de dinares yugoslavos y algo de oro que el gobierno yugoslavo que había huido no había podido llevarse consigo. Dentro del NDH, el EK-Sarajevo se estableció bajo el mando del SS-Sturmbannführer Alfred Heinrich, y en Skopie se estableció otro EK bajo el mando del SS-Hauptsturmführer Rupert Mandl. En el territorio anexionado por Hungría, el SS-Obersturmführer Karl Pamer dirigió otro EK en Novi Sad, y en el Banato de etnia alemana, el SS-Obersturmführer Zoeller estableció su EK inicialmente en Pančevo, y luego lo trasladó a Veliki Bečkerek. En las primeras semanas de la ocupación, el SS-Obersturmführer Fritz Müller del EK-Belgrado lideró un SS-SK en la búsqueda de los que estaban en la lista, pero carecía de personal y dependía en gran medida de la Abwehr y de la Geheime Feldpolizei (Policía Secreta de Campo) para localizar y arrestar a las personas buscadas. Esta búsqueda de personas fue la principal tarea inicial del EG-Yugoslavia, y resultó en el traslado de muchas de ellas hasta la sede de la Gestapo en Graz, o a campos de concentración en el Tercer Reich. La redada incluyó a personal diplomático de varios niveles, incluido Berlín, a pesar de que se trataba de una violación de la inmunidad diplomática. Los documentos obtenidos de la embajada yugoslava en Berlín por los hombres de Schellenberg indicaban que el agregado militar yugoslavo, el Pukovnik (coronel) Vladimir Vauhnik, había estado obteniendo información de los escalones más altos de la Wehrmacht, ya que había informado a Belgrado de información detallada sobre la invasión del Eje dos días antes de que comenzara.
Tan pronto como terminó la invasión, Kraus se dio cuenta de que el ex-Primer Ministro yugoslavo Dragiša Cvetković estaba tratando de regresar al poder bajo la autoridad alemana. Basado en su trabajo en Yugoslavia antes de la invasión, Kraus escribió un informe desaconsejando esto.